# Stenellipsis albomaculipennis
Stenellipsis albomaculipennis là một loài bọ cánh cứng trong họ Cerambycidae.